# Bolloré Bluecar
La Bolloré Bluecar est une petite voiture électrique de ville conçue par le fabricant de batterie Batscap (Bolloré 80 % et EDF 20 %) installé à Ergué-Gabéric, commune périphérique de Quimper, en Bretagne, et à Boucherville près de Montréal au Canada, modèle dérivé de la Bluecar du groupe Bolloré. Sa commercialisation a démarré en février 2013.

## Historique

### Prototype
La Bluecar est une voiture en forme de bulle conçue par l'ingénieur Philippe Guédon, ancien PDG de Matra Automobile, père de l'Espace, et a été réalisée par le constructeur pour présenter un nouveau type de batteries au lithium-métal polymère. La première version, initialement connue sous le nom de code VBE1 ou Blue Car 1, a été présentée lors de salons automobiles. Une évolution du modèle, la Blue Car 2, a été produite à 6 exemplaires (avril 2007). Le véhicule comporte 3 places à l'avant et 2 places à l'arrière. 
La Blue Car a été homologuée pour rouler sur la voie publique en novembre 2007.
En 2012, la Bolloré Bluecar était la voiture électrique la plus vendue sur autoroute en France.

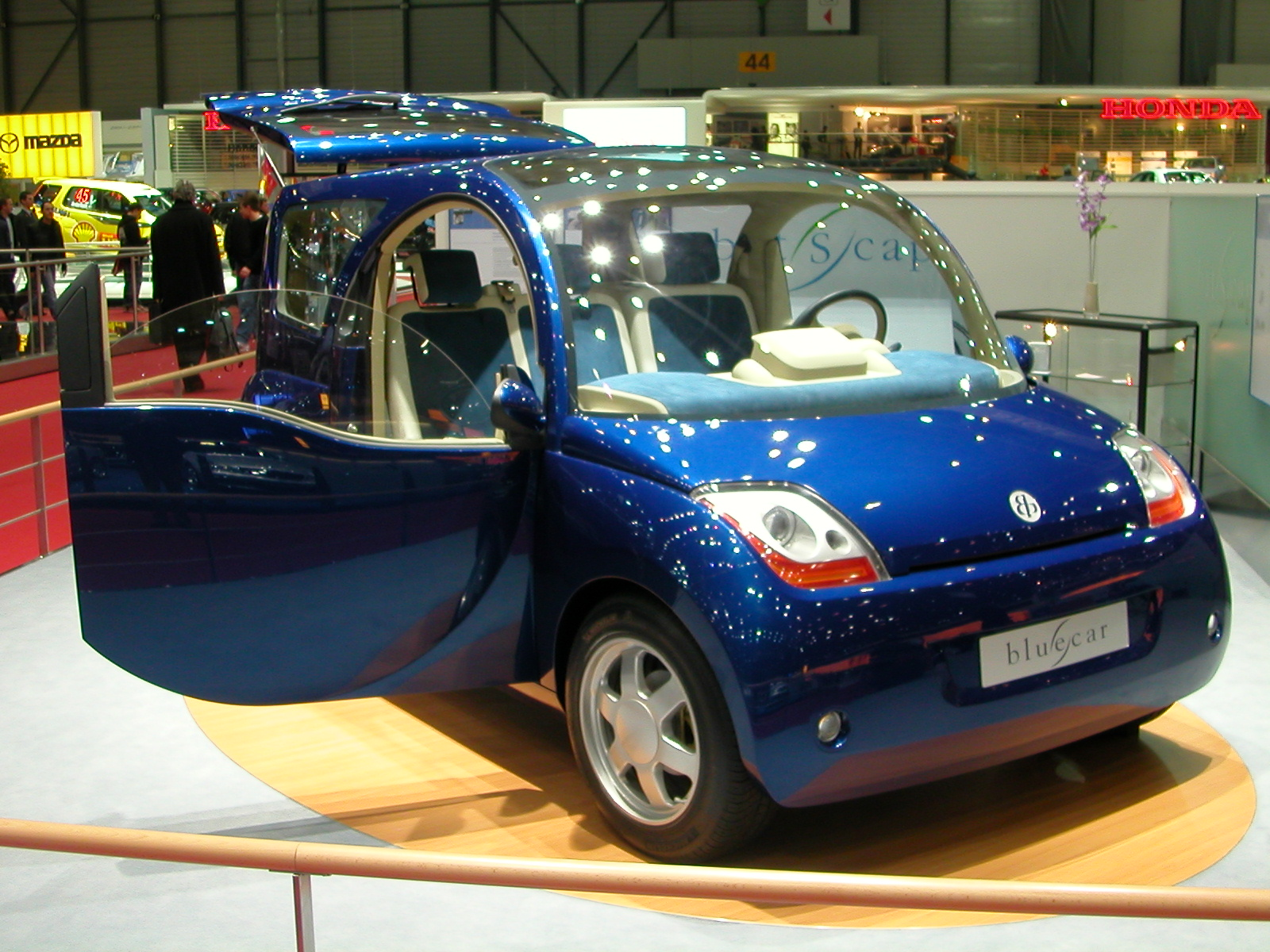
La Blue Car prototype, présentée au Salon de Genève en 2005.
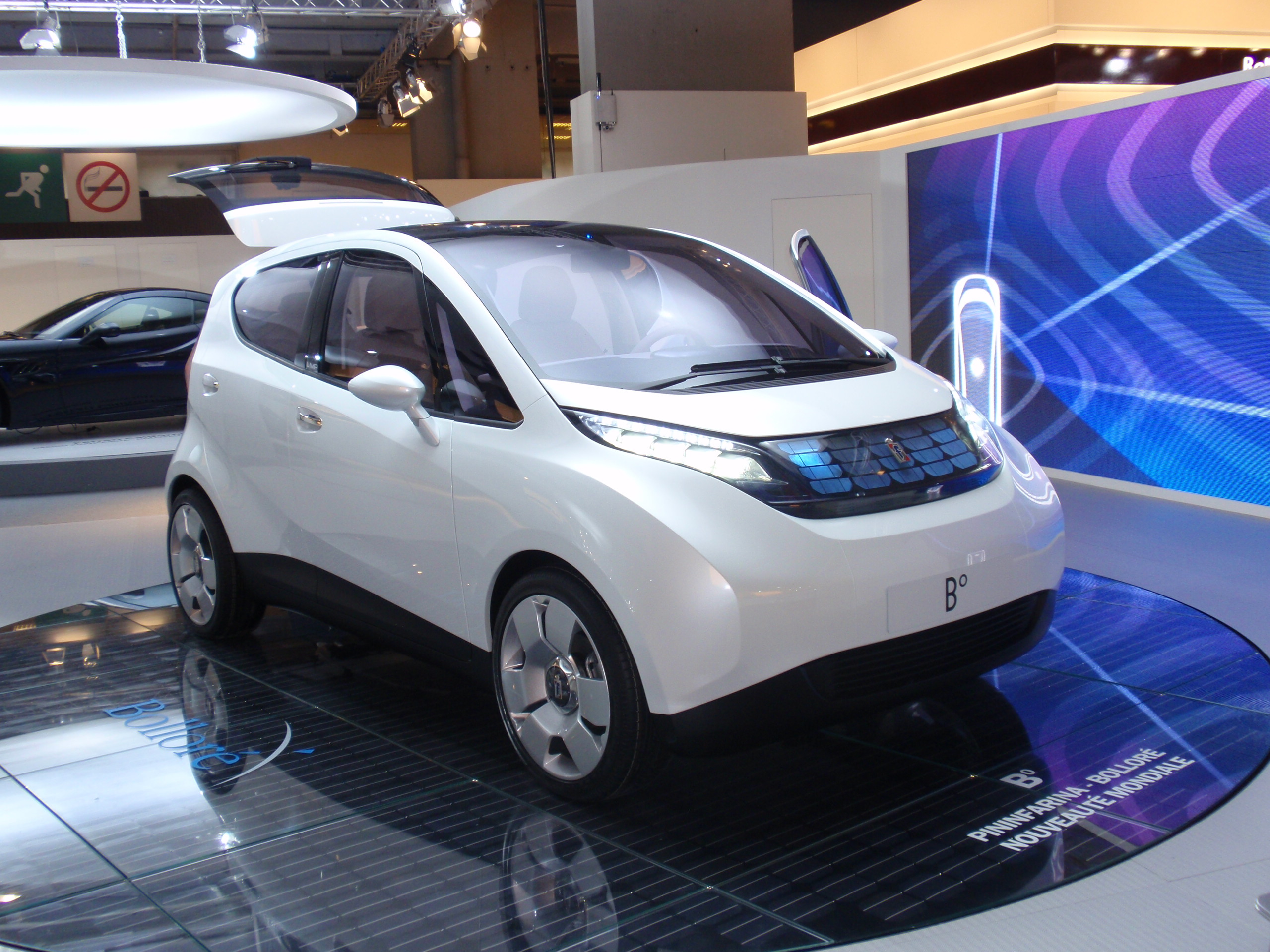
La Pininfarina B0, prototype de la Bluecar, présentée au Mondial de Paris en 2008.

### Modèle de série 2013
Batscap, après avoir été en discussion avancée avec différents constructeurs automobiles, a finalement signé un partenariat avec Pininfarina et créé une société commune avec le constructeur italien pour ce projet. La voiture est fabriquée à Turin dans les ateliers de Pininfarina et siglée du nom du carrossier italien. 
Les batteries sont produites dans les deux usines du groupe Bolloré, à Quimper et près de Montréal. L'usine de Quimper a été inaugurée en juin 2009 et celle de Montréal peu de temps après. La mise en production des batteries est lancée en septembre 2009. La société espère « une attente très forte des particuliers urbains ou périurbains intéressés par les problèmes d'environnement ».

### Modèle de série 2015
Le 9 septembre 2014, Nicolas Mayer-Rossignol, président de la région Haute-Normandie, annonce que les Bluecar seront construites à Dieppe dans l'usine de Renault à partir du second semestre 2015.

## Technique
Le stockage d'énergie s'appuie sur l'association d'une batterie et de supercondensateurs chargés de gérer les pics de puissance en accélération comme en récupération d'énergie,. Au total la puissance peut atteindre 45 kW pendant un pic limité à 30 secondes. La batterie, qui pèse 300 kg, est de type LMP (lithium métal polymère). Elle a une tension de 410 volts et une capacité de 30 kWh (75 Ah à C/4). Elle se recharge en treize heures sur une prise domestique 230 V de 8 A ou en huit heures sur un boîtier mural (Bluebox) 230 V de 16 A. Elle est garantie pour une durée de 400 000 km, selon le constructeur. Elle peut fonctionner à une température comprise entre -20 et +60 °C.
Contrairement aux autres véhicules électriques employant des batteries au lithium fonctionnant à température ambiante, la Bluecar se démarque par l'utilisation d'une batterie LMP qui doit être maintenue entre 60 et 80 °C. Ce maintien à température induit une consommation en continu, même lorsque le véhicule est en stationnement. Cet inconvénient a fait l'objet de critiques estimant que la consommation globale s'en trouvait doublée pour un kilométrage moyen en milieu tempéré.
L'autonomie annoncée est de 250 km en cycle urbain et 150 km en cycle mixte extra-urbain. Une interface pourrait être conçue pour visualiser à distance l’état de charge de la batterie du véhicule via un smartphone. Une heure de charge à 8 A permet de recharger la batterie de 2 %. L'utilisation du chauffage sur une heure de route fait baisser l'autonomie d'environ 10 %. Selon la température extérieure, l'autonomie peut également être différente d'environ 5 %.
La vitesse maximale de la voiture est bridée à 107 km/h.

## Commercialisation

### Bluecar
La voiture de série a été présentée au Mondial de l'automobile de Paris en octobre 2008, pour une commercialisation prévue à l'origine pour fin 2009, pour finalement débuter en 2010.
Les prévisions de production étaient de 1 000 véhicules à la fin 2009 pour atteindre 20 000 véhicules par an à partir de 2012.
En juin 2009, lors d'une interview du journal des entreprises, Vincent Bolloré a annoncé qu'il a enregistré plus de 5 000 réservations depuis la présentation de la BlueCar au salon de Genève en mars 2009.
« On a déjà 5 000 réservations. La demande est considérable. (...) C’est plus que nos objectifs. On pensait 1 000 ou 2 000.»
Dans un article du Figaro daté du 31 août 2010, Vincent Bolloré annonçait que la BlueCar était en cours de certification.
Depuis février 2013, le modèle quatre places produit par Pininfarina est disponible à la vente. Il est commercialisé sur Internet et par un réseau de distributeurs locaux. Le prix annoncé est de 12 000 euros, ce qui tient compte en France de la prime d'État de 6 300 euros pour l'achat d'un véhicule électrique. Le récent super bonus écologique (10 000 euros) permet d'acquérir la Bluecar pour 8 300 euros. Le véhicule est disponible en LLD (location longue durée) pour une durée de 20 mois renouvelable, moyennant 500 euros par mois concernant Paris et 450 euros par mois pour la Province. Le constructeur propose une location de la batterie à 79 euros par mois (kilométrage illimité). La batterie est échangée gratuitement à 400 000 km. Il faudra également acheter le câble électrique en supplément (non compris dans la vente de la voiture) - 700 € et/ou le montage d'une Bluebox à 995 euros (installation comprise).
En décembre 2014 le groupe Bolloré a déposé un dossier du ministère de l'économie pour « déployer 16 000 points de charge publics destinés aux véhicules électriques et hybrides en France » .

### Autopartage
La Bluecar s'est surtout fait connaître comme l'élément central des programmes d'autopartage développés par le groupe Bolloré dans les années 2010. Initiés en 2011 avec Autolib' à Paris, ces services ont été déployés progressivement dans d'autres villes de France puis du monde. Toutefois la rentabilité n'a jamais été au rendez-vous, et la résiliation du contrat Autolib' par la ville de Paris en 2018 a poussé Bolloré ensuite à se désengager complètement de cette activité dans les autres villes. Ces services sont progressivement cédés ou arrêtés depuis 2020, et à fin mars 2021 seuls ceux de Singapour (cession prévue pour août 2021) et Los Angeles sont encore actifs.

#### Europe
Depuis l'arrêt de BlueTorino en février 2021, il n'existe plus de service d'autopartage avec des Bluecars en Europe.

##### France

###### Autolib' (Paris)
Fin 2011, la voiture quatre places est utilisée en libre service dans le cadre du service Autolib' de Paris. Elle se répartit sur 46 communes de l’agglomération parisienne.
En décembre 2013, la ville de Drancy reçoit 37 véhicules. La ville possède son propre dispositif de recharge en plus des bornes des stations Autolib' de la ville.
En juillet 2015, 82 communes sont ou seront desservies par le service autolib'. En juin 2016, le service s'étend sur 90 communes.
À la suite de la résiliation du contrat par la mairie de Paris le 21 juin 2018, le service a pris fin le 31 juillet 2018.

###### Bluely (Lyon)
En septembre 2013, le Grand Lyon a lancé son service de voitures 100 % électriques, baptisé "Bluely", financé entièrement par le groupe Bolloré. Deuxième grande agglomération après celle de Paris à proposer un tel service, le Grand Lyon met à la disposition des habitants de Lyon et de Villeurbanne, dans un premier temps, une flotte de 130 véhicules, dès 2013. Leur nombre atteint 250 en 2016. En avril 2015, le service s'étend sur huit autres communes de l'agglomération lyonnaise.
Bluely s'arrête définitivement le 31 août 2020, le groupe invoquant un manque de rentabilité accentué par la crise sanitaire du Covid.

###### BlueCub (Bordeaux et Arcachon)
En janvier 2014, la Communauté urbaine de Bordeaux lance son service de voitures électriques en autopartage du groupe Bolloré. Le système, nommé BlueCub, porte sur une centaine de véhicules, 40 à 50 stations dans la ville de Bordeaux et six communes voisines. 
En juillet 2015 le service est étendu à la ville d'Arcachon sous le nom de Arcachon Blue Car, regroupant 8 voitures pour 4 stations dans la ville, compatibles avec le réseau BlueCub. 
Comme Bluely et pour les mêmes raisons, Bluecub est définitivement arrêté le 31 août 2020.

##### Italie

###### BlueRoma
En décembre 2015, la ville de Rome en Italie annonce l'arrivée du service au deuxième trimestre 2016, avec un objectif de 1000 véhicules et 500 stations pour la fin 2018. Repoussé d'abord à fin 2016, le projet est gelé en 2017 puis finalement abandonné.

###### BlueTorino
En décembre 2015, la ville de Turin en Italie annonce l'arrivée du service au troisième trimestre 2016, avec un objectif  total de 400 véhicules et 200 stations pour la fin 2018. Le service s'arrête définitivement le 11 février 2021 et est revendu à la société Leasys qui remplace les Bluecars par des Fiat 500 électriques.

##### Royaume-Uni

###### Bluecity (Londres)
Lancé en avril 2017 à Londres, ce service d'auto-partage n'a jamais réussi à décoller, confronté à une forte pression concurrentielle et à des négociations administratives complexes avec 33 collectivités locales, qui ont empêché un bon développement du réseau. Après moins de 3 ans d'activité, Bluecity est définitivement arrêté le 10 février 2020.

#### Amérique du Nord

##### États-Unis

###### BlueIndy (Indianapolis)
Le 19 mai 2014, la ville d'Indianapolis aux États-Unis annonce le lancement du premier service de voiture électrique en autopartage en dehors de la France qui sera mis en service sous huit mois. Le système, nommée BlueIndy, porte sur cinq cents véhicules pour mille bornes de recharge. Le groupe Bolloré espère avoir 20 000 abonnés d'ici trois ans. L'investissement initial est de 35 millions d'euros,. Le lancement du service a lieu en septembre 2015 à la suite de certains retards logistiques et administratifs Les opérations ont cessé en mai 2020.

###### BlueLA (Los Angeles)
Initialement annoncé pour fin 2017, le service d'auto-partage de Los Angeles est finalement lancé en 2018. Comme à Indianapolis, il utilise une version américanisée de la Bluecar, modifiée pour être conforme à la réglementation fédérale américaine.

#### Asie

##### BlueSG (Singapour)

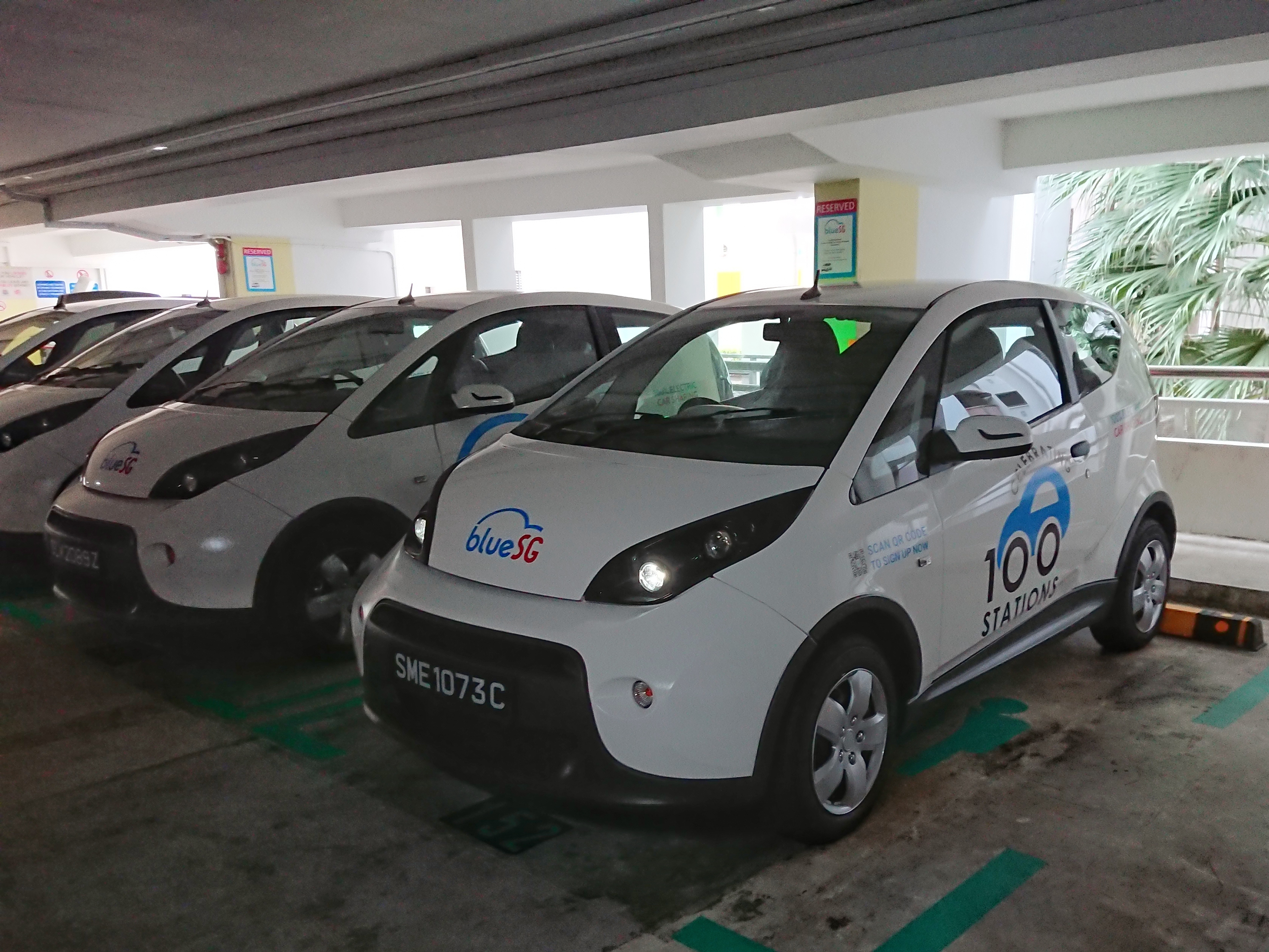
Bluecars Bolloré garées dans un site de bornes de recharge BlueSG à Singapour.

La Cité-État Singapour annonce l'arrivée de la Bluecar à la suite de l'obtention de l'appel d'offres lancé par la ville. En juin 2016, Bolloré a signé un accord avec la Land Transport Authority (LTA) et l'Office de développement économique pour développer un programme d'autopartage électrique. Le 27 septembre 2017, BlueSG a annoncé avec LTA le lancement du premier programme de partage de voitures électriques à grande échelle de Singapour, la voiture électrique du service étant fournie par Bolloré. L'entreprise a également ouvert son siège Asie-Pacifique pour ses activités de mobilité électrique, de gestion de l'énergie et d'intégration de systèmes dans la région. La construction des bornes de recharge a commencé fin septembre 2017 et en décembre 2017, le service a été officiellement ouvert au public avec 30 bornes de recharge et 80 voitures réparties sur toute l'île soit le deuxième service de Bluecar après la région parisienne,.
En décembre 2019, la société comptait 253 stations avec 1000 points de recharge réparties sur Singapour et une flotte de 530 voitures. Le 5 février 2021, le groupe Bolloré annonce la cession de BlueSG au singapourien Goldbell Group, prévue pour août 2021,

### Bluesummer

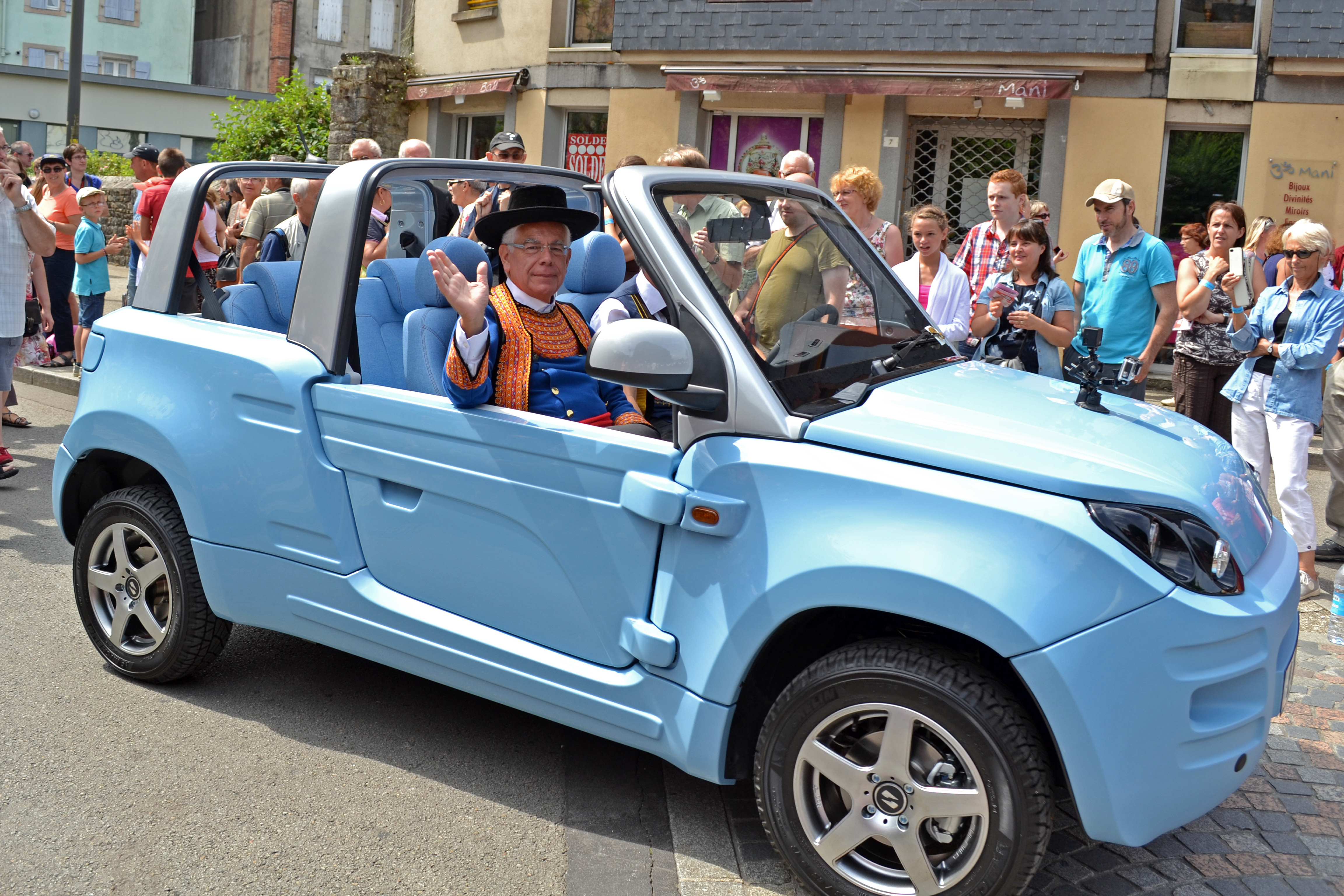
La Bluesummer lors du défilé du festival de Cornouaille 2014 à Quimper.

Depuis mars 2015 la décapotable Bluesummer est commercialisée. 
La Bluesummer peut atteindre une vitesse maximale de 110 km/h avec une autonomie de 200 km en cycle urbain et de 100 km en cycle extra-urbain pour un prix de 24 000 euros. 
Elle est montée sur un châssis en acier traité en cataphorèse et repose sur la même batterie LMP (Lithium Métal Polymère) que la Bluecar pour un poids total à vide de 1 285 kg.
Dimensions : Hauteur = 1,65 m / Longueur = 3,69 m / Largeur = 1,71 m et un volume de coffre de 200 dm3 à 800 dm3 (sièges rabattus).

## Espionnage industriel
Le 10 septembre 2013, le groupe Bolloré, gestionnaire de la société Autolib', dépose plainte contre X pour « espionnage industriel ». BMW est mis en cause à travers l'action de deux agents mandatés pour récolter des informations liées aux Autolib'.

## Caractère «propre» du véhicule
Le 18 septembre 2013, saisi par l'association Observatoire du nucléaire, le Jury de déontologie publicitaire (JDP) publie une décision qui rejette le caractère « propre » de la Bluecar allégué dans les publicités pour cette voiture et sur le site web associé. La société Bolloré a alors retiré le terme « véhicule propre » qui figurait auparavant sur la page web de la Bluecar.

## Limites techniques
Selon Ouest France, comme la Suda SA01, la Bluecar aurait été commercialisée en Europe sans respecter les normes de sécurité européennes en raison du faible nombre de véhicules vendus.

## Véhicules électriques concurrents
- REVA
- Renault Z.E., Renault Kangoo Be Bop Z.E., Renault ZOE
- Mia
- Th!nk City
- Lumeneo Smera
- Mitsubishi i, Citroën C-ZERO et Peugeot iOn
- Nissan Nuvu
- Smart Fortwo ED (en)
- Mini E (en)
- BMW i3